# Oliver (zanger)
Oliver, geboren als William Oliver Swofford, (North Wilkesboro, 22 februari 1945 - Shreveport, 12 februari 2000) was een Amerikaanse popzanger.

## Jeugd
William Oliver Swofford was de zoon van Jack en Helen Swofford. Hij was de ontvanger van de representatieve Morehead Scholarship, bezocht de Universiteit van North Carolina te Chapel Hill vanaf 1963 en begon al te zingen als student. Hij was lid van de twee populaire muziekbands The Virginians en later The Good Earth en was toen bekend als Bill Swofford.

## Carrière
Zijn welverzorgde uiterlijk en hoge tenorstem waren het perfecte medium voor de single Good Morning Starshine (juli 1969) uit de pop/rock musical Hair met een 3e plaats in de Billboard Hot 100, waarvan meer dan een miljoen exemplaren werden verkocht en die een maand later werd onderscheiden met een Gouden Plaat door de RIAA. Later in het voorjaar, verbeterde de balladesong Jean (uit de met een Oscar geprijsde film The Prime of Miss Jean Brodie) zijn voorgaande prestatie met een 2e plaats in de Hot 100 en een 1e plaats in de Billboard easy listening-hitlijst. Van de song, geschreven door Rod McKuen, werden ook meer dan een miljoen exemplaren verkocht en vergaarde Oliver zijn tweede Gouden Plaat binnen enkele maanden. Het spelen van beide hits bij een aantal tv-varieté-shows en specials tijdens de late jaren 1960, inclusief The Ed Sullivan Show, waren zeer behulpzaam bij het promoten van de songs.
Oliver had een bescheiden commercieel succes met de cover van Sunday Mornin' (december 1969) en Angelica (april 1970). Daarnaast miste de coverhit I Can Remember (1968) van James & Bobby Purify de Hot 100, maar bereikte de top 25 van de Billboard easy listening-hitlijst in de zomer van 1970. Later in het najaar had Oliver ook een inspirerende opname met de titel Light the Way, gecomponeerd door Eric Carmen. Olivers laatste single in de pophitlijst was zijn cover van Early Morning Rain (1971) van de Canadese zanger/songwriter Gordon Lightfoot. De song Bubbled Under (mei 1971) bereikte een paar weken later een 38e plaats in de easy listening-hitlijst.
Producent Bob Crewe nam ook op met The Rays, Diane Renay, Mitch Ryder & the Detroit Wheels, Freddy Cannon, Lesley Gore, Michael Jackson, Bobby Darin, Roberta Flack, Peabo Bryson, Patti LaBelle en Frankie Valli & The Four Seasons, evenals zijn eigen The Bob Crewe Generation.
Toen Crewe de voorkeur gaf aan een uitgebreide instrumentale musicalstructuur en Oliver de voorkeur gaf aan een simpele folksound, leidden deze creatieve verschillen tot een breuk in 1971. Onder zijn oude naam Bill 'Oliver' Swofford toerde de zanger langs honderden college-campussen in de oostelijke en zuidelijke Verenigde Staten in 1976 en 1977. Hij werd vereeuwigd op talrijke albums van zijn vrienden, inclusief Steve Goodman en werd vermeld met gitaar en zang op enkele van Goodmans albums. Hijzelf en Goodman schreven een van de songs samen (Jessie's Jig (Rob's Romp, Beth's Bounce)), die werd uitgebracht op het album Jessie's Jig and Other Favorites en droegen dit op aan hun kinderen. Zijn natuurlijke talent en zijn vocale bereik maakten van hem een veel gevraagd sessiemuzikant.

## Privéleven en overlijden
Ondanks zijn vocale en schrijvende talenten, was Swofford niet in staat om verder succes in de hitlijst te continueren en in 1983 verzon het magazine People een kenmerkend artikel over Swofford en omschreef hem als een gelukkig getrouwde vader, die zich afzijdigheid hield van de muziekindustrie, door handel te drijven met onroerend goed. Enkele jaren later werd er mede gedeeld dat hij werkte als commercieel manager in Shreveport voor een groot Amerikaanse farmaceutisch bedrijf.
William 'Bill' Oliver Swofford was twee keer getrouwd. Zijn eerste huwelijk was met Margaret Hicks Ramspacher van 1974 tot 1988, wiens kinderen Beth en Rob hij adopteerde. In 1991 trouwde hij met Rebecca Jean Alexander en verhuisde naar Pennsylvania, daarna naar Shreveport tot zijn dood in 2000.
Oliver en zijn drie broers Carl, James en John bezochten de Wilkes Central High School, waar ze alle drie sportatleten waren die American Football speelden en andere sporten voor de Wilkes Central Eagles. De zanger werd halverwege de jaren 1990 een aantal jaren geplaagd door het syndroom van Sjögren, voordat de ziekte van Hodgkin werd geconstateerd. Zijn broer John was in 1999 donor voor een beenmergtransplantatie, met de verwachting om Bills leven te redden. Bill overleed op 12 februari 2000 enkele dagen voor zijn 55e verjaardag. Hij werd bijgezet op het Laurel Land Memorial Park in Dallas.
In 2009 vroeg Ted Brown, een inwoner van Swoffords thuisstad, de bestuurders van North Carolina om een verzoek in te dienen bij de North Carolina General Assembly om Swofford te eren voor zijn aandeel aan de muziek. Op 7 juli 2009 werd het verzoek ingewilligd. Op de 40e verjaardag van Swoffords hitsuccessen, presideerde en regisseerde Brown een muzikaal eerbetoon ter ere van Swofford. Het festival werd passend OliverFest genoemd. 
Oliver werd opgenomen in de North Carolina Music Hall of Fame.

## Discografie

### Singles
Jubilee Records
- 1969: Good Morning Starshine/Can't You See

Crewe Records
- 1969: Jean / The Arrangement
- 1969: Sunday Mornin' / Letmekissyouwithadream
- 1970: Angelica / Anna
- 1970: I Can Remember / Where There's A Heartache (There Must Be A Heart)

United Artists Records
- 1970: Light the Way / Sweet Kindness
- 1971: Early Morning Rain / Catch Me If You Can

Paramount Records
- 1973: Everybody I Love You / I Am Reaching

### Albums
- 1969: Good Morning Starshine (Crewe Records)
- 1970: Again
- 1971: The Best of Oliver
- 1971: Prisms (United Artists Records)
- 2005: Good Morning Starshine:The Best of Oliver (Taragon Records)

### NPO Radio 2 Top 2000
| Nummer met noteringen in de NPO Radio 2 Top 2000 | '00  | '01  | '02 |
| ------------------------------------------------ | ---- | ---- | --- |
| Good Morning Starshine                           | 1933 | 1992 | 912 |

1. ↑  Een vetgedrukt getal geeft de hoogste notering aan.
2. ↑  2000 was het eerste jaar met een notering voor dit nummer.
3. ↑  Deze tabel is bijgewerkt tot en met de laatste editie (2024).

- Gemeinsame Normdatei: 134476727
- International Standard Name Identifier: 0000 0004 6276 8189
- Library of Congress Control Number: n93120165
- MusicBrainz: a3ce2ff1-db41-4337-9c3c-6e19667ca5ac
- Virtual International Authority File: 60765578